# Əlimərdan bəy Topçubaşov

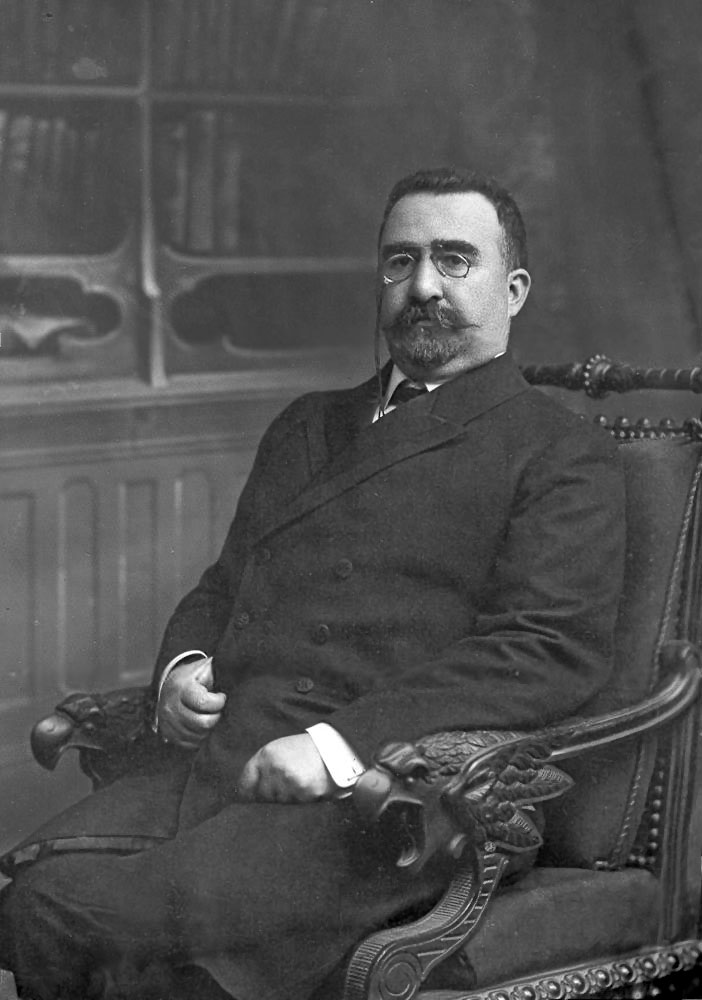
Əlimərdan bəy Topçubaşov

Əlimərdan bəy Ələkbər oğlu Topçubaşov (* 4. Mai 1863 in Tiflis, Gouvernement Tiflis, Russisches Kaiserreich; † 8. November 1934 in Paris) war ein aserbaidschanischer Staatsmann, Rechtsanwalt, Journalist, Abgeordneter der Ersten Staatsduma des Zarenreichs, Außenminister und Vorsitzender des Parlaments der Aserbaidschanischen Demokratischen Republik (ADR).

## Biographie
Als Topçubaşov 5 Jahre alt war, verlor er beide Eltern und wurde von seiner Großmutter großgezogen. Im Jahr 1884 absolvierte er das 1. Stadtgymnasium in Tiflis und ließ sich in die Fakultät Geschichtsphilologie an der Kaiserlichen Universität Sankt Petersburg (heute Staatliche Universität Sankt Petersburg) einschreiben und bekam dafür das Kaukasus-Stipendium. Ein Jahr später verzichtete er auf die finanzielle Förderung und wechselte in die juristische Fakultät. Im Jahr 1888 erwarb er den akademischen Grad als staatlich geprüfter Rechtskandidat. Topçubaşov war einige Zeit als Sekretär des Bezirksgerichts in Tiflis tätig und lehrte in der Landesvermessungsschule in Tiflis, bevor er im selben Jahr nach Baku zog und als vereidigter Anwalt arbeitete.
In Baku kamen die journalistischen Fähigkeiten von Topçubaşov in Erscheinung. Ab 1888 war er Herausgeber der Tageszeitung „Bakuer Handels- und Industrieblatt“. Im Juni 1898 wurde er Redakteur der Zeitung „Kaspi“. Parallel dazu war er für einige Zeit Redakteur der Zeitungen „Baku“ und „Həyat“ (Das Leben). Bis zur ersten russischen Revolution 1905–1907 wirkte Topçubaşov als Sprecher der Staatsduma von Baku, war im Waisenvorstand des Marinskaja Frauengymnasiums, Mitglied der Bakuer Handelsakademie und der muslimischen Frauenschule.
Während der russischen Revolution beteiligte sich Topçubaşov aktiv an der Arbeit des Ersten Allrussischen Moslemkongresses in Nischni-Nowgorod im August 1905. Bei der 2. und 3. Versammlung wurde er zum Vorsitzenden des Zentralkomitees der Partei „Ittifak al-Muslimin“ (erste politische Partei der Russlandmoslems) gewählt. Zudem ließ sich Topçubaşov zum Abgeordneten der Ersten Staatsduma aus dem Gouvernement Baku wählen. Politisch gesehen stand er der linksgerichteten „Volksfreiheit-Partei“ nahe. Nach der Auflösung der Ersten Staatsduma unterzeichnete er das Wyborger Manifest, wofür die zaristische Regierung Topçubaşov für drei Monate festnahm und ihm anschließend das Recht entzog, erneut in die Duma gewählt zu werden.
Auf einer Versammlung der Kaukasusvölker in Tiflis 1916 unterbreitete Topçubaşov zum ersten Mal die Idee der Errichtung einer Kaukasischen Konföderation.
Nach der Februarrevolution 1917 sprach sich Topçubaşov für den Erhalt des Russischen Kaiserreichs und für die Bildung einer konstituierenden Versammlung aus. Er selber gehörte keiner Partei an. Ab März 1917 leitete er das aserbaidschanische Nationalkomitee und gestaltete darüber hinaus die Aktivitäten des kaukasischen muslimischen Kongresses (April 1917 in Baku) und des Ersten allrussischen muslimischen Kongresses (Mai 1917 in Moskau) mit.

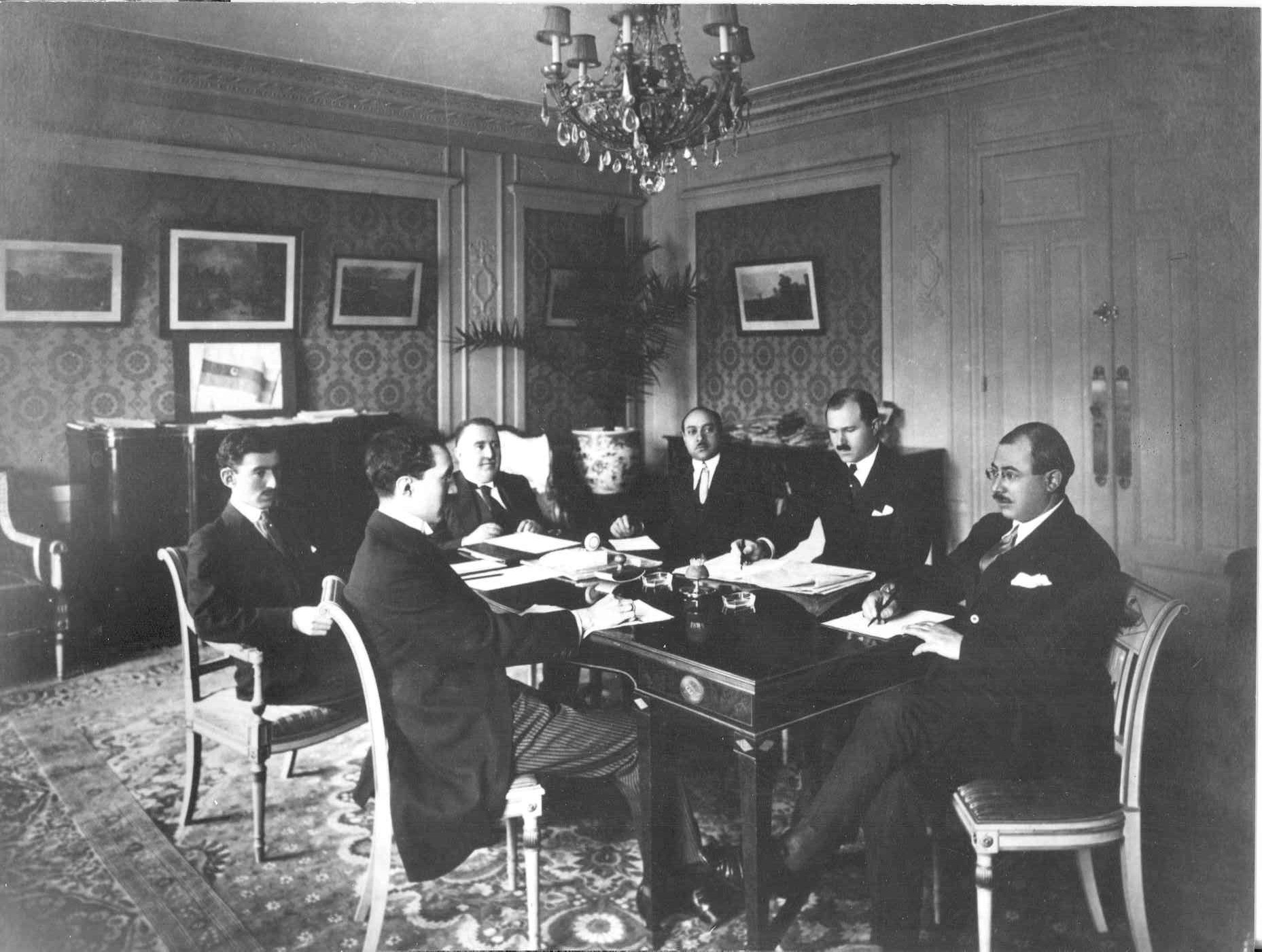
Əlimərdan bəy Topçubaşov zusammen mit den Mitgliedern der aserbaidschanischen Delegation auf der Pariser Friedenskonferenz 1919

Nach der Proklamierung der Demokratischen Republik Aserbaidschan am 28. Mai 1918 wurde Topçubaşov als außerordentlicher und bevollmächtigter Botschafter Aserbaidschans in Georgien, Armenien und dem Osmanischen Reich eingesetzt. Während seines Aufenthalts in Istanbul berief ihn die aserbaidschanische Regierung zum Außenminister des Landes. Diesen Posten bekleidete Topçbaşov allerdings nur zwei Monate. Am 7. Dezember 1918 wurde er in Abwesenheit zum Vorsitzenden des aserbaidschanischen Parlaments ernannt.

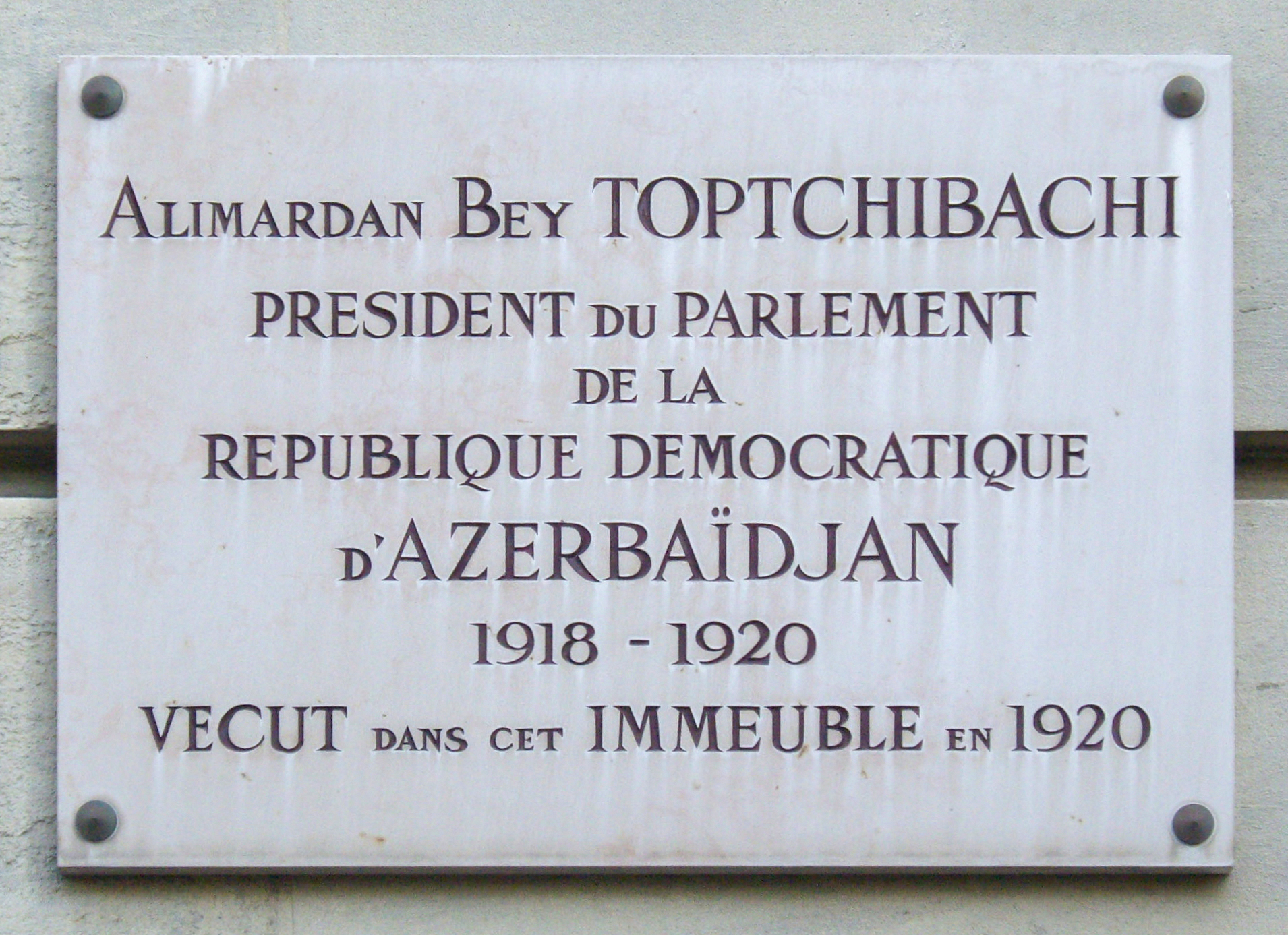
Gedenktafel an der Fassade des Gebäudes in Paris, in dem Əlimərdan bəy Topçubaşov wohnte.

Topçubaşov stand an der Spitze der aserbaidschanischen Delegation auf der Pariser Friedenskonferenz 1919. Hier gelang es ihm, den US-amerikanischen Präsidenten Woodrow Wilson persönlich zu treffen und die De-facto-Anerkennung der ADR durch Entente-Staaten und alliierte Mächte am 12. Januar 1920 zu erreichen. Es war der größte diplomatische Erfolg der jungen ADR auf der internationalen Bühne.
Nach der Etablierung der Sowjetmacht in Aserbaidschan im April 1920 wurden die Gründerväter der ADR verfolgt, festgenommen oder ermordet. Da auch Topçubaşov und die anderen Mitglieder der aserbaidschanischen Delegation das ähnliche Schicksal erwartete, konnten sie nicht mehr in die Heimat zurückkehren.
Topçubaşov nahm an den Konferenzen von Genua und Lausanne teil und versuchte dabei die Aufmerksamkeit der Weltöffentlichkeit auf die völkerrechtswidrige Besetzung Aserbaidschans durch die Rote Armee zu lenken.
Topçubaşov starb am 8. November 1934 in Paris und wurde dort auf einem Friedhof in Saint-Cloud beigesetzt.